# Lev Brovars'kyj
Lev Rudol'fovyč Brovars'kyj (in ucraino Лев Рудольфович Броварський?, in russo Лев Рудольфович Броварский?, Lev Rudol'fovič Brovarskij; Drohobyč, 30 novembre 1948 – Leopoli, 4 giugno 2009) è stato un calciatore e allenatore di calcio sovietico, dal 1991 ucraino, di ruolo centrocampista.

## Carriera

### Club
Durante la sua carriera ha giocato solo con il Karpaty, con cui conta 48 reti in 419 presenze.

### Nazionale
Conta una presenza con la nazionale sovietica.

## Palmarès

### Giocatore

#### Competizioni nazionali
- Coppa dell'URSS: 1

Karpaty: 1969
- Pervaja Liga: 2

Karpaty: 1970, 1979